# Carol Montgomery
Carol Montgomery (Sechelt, 24 de agosto de 1966) es una deportista canadiense que compitió en triatlón y duatlón.
Ganó tres medallas en el Campeonato Mundial de Triatlón entre los años 1990 y 2000, y dos medallas en el Campeonato Panamericano de Triatlón, en los años 1997 y 2001. En los Juegos Panamericanos de 1999 consiguió una medalla de bronce.
En duatlón obtuvo una medalla de oro en el Campeonato Mundial de 1993.

## Palmarés internacional
| Campeonato Mundial      | Campeonato Mundial         | Campeonato Mundial | Campeonato Mundial |
| Año                     | Lugar                      | Medalla            | Prueba             |
| ----------------------- | -------------------------- | ------------------ | ------------------ |
| 1990                    | Orlando (Estados Unidos)   | Medalla de plata   | Individual         |
| 1996                    | Cleveland (Estados Unidos) | Medalla de bronce  | Individual         |
| 2000                    | Perth (Australia)          | Medalla de plata   | Individual         |
| Juegos Panamericanos    |                            |                    |                    |
| Año                     | Lugar                      | Medalla            | Prueba             |
| 1999                    | Winnipeg (Canadá)          | Medalla de bronce  | Individual         |
| Campeonato Panamericano |                            |                    |                    |
| Año                     | Lugar                      | Medalla            | Prueba             |
| 1997                    | Puerto Vallarta (México)   | Medalla de oro     | Individual         |
| 2001                    | Orlando (Estados Unidos)   | Medalla de oro     | Individual         |

| Campeonato Mundial | Campeonato Mundial         | Campeonato Mundial | Campeonato Mundial |
| Año                | Lugar                      | Medalla            | Prueba             |
| ------------------ | -------------------------- | ------------------ | ------------------ |
| 1993               | Arlington (Estados Unidos) | Medalla de oro     | Individual         |